# (14323) 1979 MV1
(14323) 1979 MV1 là tiểu hành tinh ở vành đai chính của hệ Mặt Trời. Nó được phát hiện ngày 25 tháng 06 1979 bởi Eleanor F. Helin và Schelte J. Bus.